# Lijst van schilderijen in het Centraal Museum/I
Lijst van schilderijen in het Centraal Museum met werken van schilders van wie de achternaam begint met de letter I. Vermeldingen in het grijs geven aan dat het werk geen deel meer uitmaakt van de collectie van het Centraal Museum, bijvoorbeeld omdat het in bruikleen gegeven is aan een andere instelling of omdat het teruggegeven is aan de bruikleengever.
| Inventarisnummer | Toeschrijving   | Titel                                                           | Datering      | Afbeelding |
| ---------------- | --------------- | --------------------------------------------------------------- | ------------- | ---------- |
| 28883            | Jörg Immendorff | Café Deutschland – Grenze                                       | 1977          |            |
| 28910            | Jörg Immendorff | Parlament I (Café Deutschland X)                                | 1981          |            |
| 29835            | Isaac Israëls   | Fabrieksmeisjes op de Prinsengracht te Amsterdam                | Ca. 1894      |            |
| 21951            | Isaac Israëls   | Aan het strand                                                  | 1898-1902     |            |
| 22126            | Isaac Israëls   | La cigarette                                                    | 1900-1904     |            |
| 21794            | Isaac Israëls   | Damesportret                                                    | 1900-1910     |            |
| 14098            | Isaac Israëls   | Staande danseres                                                | 1900-1934     |            |
| 15269            | Isaac Israëls   | Dame in avondtoilet                                             | Ca. 1905      |            |
| 23038            | Isaac Israëls   | Naaischool                                                      | Ca. 1905-1906 |            |
| 21956            | Isaac Israëls   | Worstelaarstent                                                 | Ca. 1910      |            |
| 11217            | Isaac Israëls   | Stoomcarrousel bij avond                                        | Ca. 1910      |            |
| 21946            | Isaac Israëls   | Jonge vrouw                                                     | 1910-1920     |            |
| 5583 a           | Isaac Israëls   | Portret van een zwarte bokser                                   | 1914-1915     |            |
| 21813            | Isaac Israëls   | Twee meisjes                                                    | 1915-1920     |            |
| 6941             | Isaac Israëls   | Liggend naakt                                                   | 1917-1918     |            |
| 22125            | Isaac Israëls   | De Munttoren in Amsterdam, dooiweer                             | 1918          |            |
| 21826            | Isaac Israëls   | Lezend meisje                                                   | 1917-1920     |            |
| 21849            | Isaac Israëls   | Slapende vrouw                                                  | 1917-1920     |            |
| 21842            | Isaac Israëls   | Japanse dame in rode kimono                                     | Ca. 1920      |            |
| 14099            | Isaac Israëls   | Straatje te Batavia                                             | 1921          |            |
| 15960            | Isaac Israëls   | De Engelenburcht te Rome                                        | Ca. 1925      |            |
| 21955            | Isaac Israëls   | Meisje aan het Lido                                             | 1925-1930     |            |
| 21853            | Isaac Israëls   | Winter in het Haagse bos                                        | 1925-1930     |            |
| 29055            | Isaac Israëls   | Portret van W.A.F. Bannier, leraar Stedelijk Gymnasium, Utrecht | 1933          |            |
| 29417            | Isaac Israëls   | Portret van burgemeester dr. J.P. Fockema Andreae               | 1933          |            |
| 11513            | Jozef Israëls   | Studie van een visserskop                                       | Ca. 1855      |            |
| 26325            | Wim Izaks       | De grote man spuugt geld naar de kleine man                     | 1983          |            |
| 27105            | Wim Izaks       | Zonder titel                                                    | 1983          |            |
| 27106            | Wim Izaks       | Zonder titel                                                    | Ca. 1983      |            |